# Prélèvement sur les numéros surtaxés pour les jeux et concours radiodiffusés et télévisés
Lire en ligne

Lire sur Légifrance

La France instaure un prélèvement sur les numéros surtaxés pour les jeux et concours radiodiffusés et télévisés en 2010 et supprimé à compter du 1er janvier 2019.

## Historique
L'article 19 de la loi du 24 décembre 2009 de financement de la sécurité sociale pour 2010 a assujetti les organisateurs d'un jeu ou d'un concours à un prélèvement sur le produit des appels à des numéros surtaxés effectués dans le cadre des programmes télévisés et radiodiffusés comportant des jeux et concours. Le prélèvement est codifié à l'article L. 137-19 du code de la sécurité sociale.
La loi de finances pour 2019 supprime plusieurs taxes à faible rendement, dont le prélèvement sur les numéros surtaxés pour les jeux et concours radiodiffusés et télévisés.

## Caractéristiques

### Bénéficiaire
Le produit du prélèvement est affecté à la caisse nationale de l’assurance maladie des travailleurs salariés (CNAMTS) jusqu'en 2013 puis à la caisse nationale des allocations familiales (CNAF),.

### Redevables
Le prélèvement est assis sur le montant des appels effectués au moyen de numéros téléphoniques ou de messages écrits adressés, nets des coûts de l'opérateur de téléphonie et des remboursements de la participation aux jeux et concours, et diminué de la valeur des gains distribués aux candidats. 

### Produit
Le produit s'élève à 3 millions d'euros en 2017.